# Улахович, Николай Дмитриевич
Никола́й Дми́триевич Улахо́вич (бел. Мікала́й Дзмітрыевіч Улахо́віч, род. 21 августа 1951 года, Минск, Белорусская ССР, СССР) — белорусский политик, депутат Палаты представителей Национального собрания Республики Беларусь VI созыва (2016—2019 годы), председатель Белорусской патриотической партии (с 1996 года), бывший кандидат в Президенты Республики Беларусь (2015 год).

## Биография
Образование высшее — окончил Симферопольское высшее военно-политическое строительное училище по специальности «Политология»; Ивановский государственный университет по специальности «История»; Волгоградский инженерно-строительный институт по специальности «Промышленное и гражданское строительство»; полковник в отставке.
Работал начальником участка в управлении «Водоканал» г. Минска. С 1970 по 1992 год проходил службу в Вооруженных Силах. С 1992 года работал генеральным директором научно-производственного предприятия, начальником Управления жилищно-коммунального хозяйства Минской области; заместителем председателя правления Минского областного потребительского союза
В 1995 году возглавил «Белорусское казачество», примерно в это же время создал и возглавил пропрезидентскую Белорусскую патриотическую партию.
Издавал газету "Личность" (1996—1999). Работал главным инженером отдела ЖКХ на Минском тракторном заводе (1992—1994), начальником главного управления капитального строительства Управления делами президента (1994—1995), гендиректором Республиканского центра учета и регистрации недвижимости, главным инженером СП "Промекс" (2013—2014).
Улахович основал «Белорусское казачество» в 1995 году. На то время это была фактически единственная казачья организация в стране. Через некоторое время появилась «Всебелорусское объединение казачества», которое возглавил Николай Еркович.
После выборов 2010 года, когда против белорусских властей за репрессии были введены санкции США и ЕС, Николай Улахович выступил с заявлением, в котором говорил, что «с США после таких выпадов не особо и хочется общаться». А действие ЕС вызвали у Улаховича «удивление и возмущение». Результаты референдума 2004 года по продлению сроков президентства Лукашенко, Улахович назвал «победой демократических принципов».
В 2015 году, сам принял участие в президентских выборах, собрал более 180 тысяч подписей, также на опросе общественного мнения НИСЭПИ рейтинг Улаховича составил 3,6 % процентов. И по результатам голосования получил поддержку 102 131 голосов, что составило 1,67 % от общего количества голосов избирателей.
В 2016 году был выдвинут Белорусской патриотической партией, кандидатом в депутаты по Сеницкому избирательному округу № 76 Минского района Минской области, где получил поддержку 24 565 избирателей (56,7 %) и был избран депутатом, опередив Илью Добротвора, который набрал 19,3 % голосов избирателей округа.
В Палате представителей являлся (до 2019 года) членом Постоянной комиссии по вопросам экологии, природопользования и чернобыльской катастрофы, а также имел членство в постоянно действующих делегациях в межпарламентских организациях, межпарламентских комиссиях, рабочих группах Национального собрания Республики Беларусь по сотрудничеству с парламентами иностранных государств:
- Депутация Национального собрания Республики Беларусь в Парламентском Собрании Союза Беларуси и России
- Рабочая группа Национального собрания Республики Беларусь по сотрудничеству с Парламентом Республики Босния и Герцеговина
- Рабочая группа Национального собрания Республики Беларусь по сотрудничеству с Парламентом Соединенного Королевства Великобритании и Северной Ирландии
- Межпарламентская комиссия по сотрудничеству Национального собрания Республики Беларусь и Верховной Рады Украины
- Рабочая группа Национального собрания Республики Беларусь по сотрудничеству с Парламентом Швейцарской Конфедерации[7].

## Семья
Отец, Дмитрий Улахович – бывший партизан, узник нацистских концлагерей, умер в 1998 году. Мать – пенсионерка, проживает в г. Минске. Женат, имеет дочь и сына, а также 3-х внуков (в том числе и бронзового призёра Чемпионата Беларуси по интеллектуальным играм среди ювеналов 2019 Данилу Набешко) и 2-х внучек.

## Награды
- Орден святителя Кирилла Туровского (2010, Белорусская православная церковь)[8]